# .ad
.ad là tên miền Internet quốc gia (ccTLD) dành cho Andorra. Nó được quản lý bởi Andorra Telcom
Bởi vì .ad cũng là viết tắt của từ quảng cáo, .ad cũng đã được sử dụng theo cách độc đáo như một cuộc tấn công tên miền bởi một số phương tiện quảng cáo, cũng như trong cách sử dụng năm 20XX.ad.